# Montrottier
Montrottier település Franciaországban, Rhône megyében. Lakosainak száma 1393 fő (2022. január 1.). Montrottier Saint-Forgeux, Saint-Julien-sur-Bibost, Villechenève, Affoux, Ancy, Brullioles és Longessaigne községekkel határos.

## Népesség
A település népességének változása:
| Lakosok száma | 1322 | 1370 | 1471 | 1385 | 1379 | 1378 | 1379 | 1386 | 1393 |
|               | 2013 | 2015 | 2016 | 2017 | 2018 | 2019 | 2020 | 2021 | 2022 |